# Jia Tolentino
Jia Tolentino (Toronto, 20 novembre 1988) è una giornalista e saggista canadese naturalizzata statunitense di origini filippine.
È una giornalista della redazione del The New Yorker. In precedenza ha lavorato come vicedirettrice di Jezebel e redattrice collaboratrice di The Hairpin. I suoi lavori sono pubblicati anche in The New York Times Magazine e Pitchfork.

## Biografia

### Infanzia e istruzione
Tolentino è nata a Toronto in Canada da genitori provenienti dalle Filippine. Quando aveva quattro anni si sono trasferiti a Houston in Texas e è cresciuta in una comunità della Southern Baptist Convention. Tolentino ha frequentato una scuola evangelica e una piccola scuola privata cristiana. Ha un fratello minore.
Tolentino ha iniziato presto la scuola elementare e si è diplomata al liceo come salutatorian della classe. Sebbene sia stata ammessa all'Università Yale, le preoccupazioni finanziarie della famiglia l'hanno spinta a iscriversi invece all'Università della Virginia nel 2005, dove era una Jefferson Scholar-Joseph Chappell Hutcheson Scholar. All'Università della Virginia ha studiato letteratura inglese, si è unita a una confraternita e ha partecipato a un gruppo di canto a cappella. Dopo essersi laureata all'UVA nel 2009 ha trascorso un anno nei Peace Corps e ha prestato servizio in Kirghizistan per ottenere un MFA dall'Università del Michigan.

### Carriera
Tolentino ha iniziato a scrivere per The Hairpin nel 2013, assunta dall'allora caporedattrice Emma Carmichael. Nel 2014 Tolentino e Carmichael si trasferirono entrambi a Jezebel, dove Tolentino lavorò per due anni prima di unirsi al The New Yorker.
Tolentino ha vinto numerosi riconoscimenti in tutti i generi. Flavorwire l'ha definita una fonte musicale di riferimento. Il suo primo racconto ha vinto il concorso autunnale di narrativa breve Raymond Carver del 2012 ed è stato nominato per un premio Pushcart. Ha anche attirato l'attenzione per saggi su temi come la razza nell'editoria, matrimonio, aborto e le teorie sull'empowerment femminile, così come per la critica musicale: The A.V. Club ha ammirato la sua critica a Charlie Puth e Studio 360 ha osservato che, anche nella setacciatura quasi universale della canzone Rude di Magic!, "nessuna critica è stata così tagliente come quella di Jia Tolentino". Tolentino ha anche ampiamente commentato il Movimento MeToo. Nel 2017 Forbes la include nella lista dei “30 under 30”.
Nel 2019 Tolentino ha pubblicato una raccolta di saggi intitolata Trick Mirror: Le illusioni in cui crediamo e quelle che ci raccontiamo. Nella sua recensione sul The New York Times Maggie Doherty ha scritto: "La sincera ambivalenza di Tolentino, espressa più volte in tutto il libro, è una caratteristica del life-writing dei millennial e può essere contrastata, nello stesso genere, con l'autocompiacimento dei boomer e la disaffezione della generazione X".
Nel 2020 è stata insignita di un premio Whiting nella sezione saggistica del valore di 50000 dollari.

### Vita privata
Tolentino vive a New York con il suo cane e il suo fidanzato, un architetto che ha incontrato per la prima volta all'Università della Virginia.

## Opere
- (EN) Trick Mirror: Reflections on Self-Delusion, Random House Publishing Group, 6 agosto 2019, ISBN 9780525510550.
  -  Trick Mirror: Le illusioni in cui crediamo e quelle che ci raccontiamo, NR edizioni, 29 giugno 2020, ISBN 9788831912037.